# Elección del secretario general de la Organización de Estados Americanos de 2005
La elección del secretario general de la Organización de los Estados Americanos (OEA) se realizó en un conjunto de sesiones extraordinarias con el fin de elegir al nuevo líder de dicha organización, tras la renuncia en octubre de 2004 de Miguel Ángel Rodríguez Echeverría. Estas sesiones fueron realizadas en Washington, Estados Unidos.
Cinco rondas de votación no pudieron romper el empate entre los dos candidatos: Luis Ernesto Derbez, secretario de relaciones exteriores de México, y José Miguel Insulza, ministro del Interior de Chile, tras el retiro de la candidatura del expresidente salvadoreño Francisco Flores.
El 2 de mayo de 2005, y tras el retiro de la candidatura de Derbez, Insulza fue elegido secretario general de la Organización por 31 votos a favor, 2 abstenciones (México y Bolivia) y 1 voto en blanco (Perú).

## Candidatos

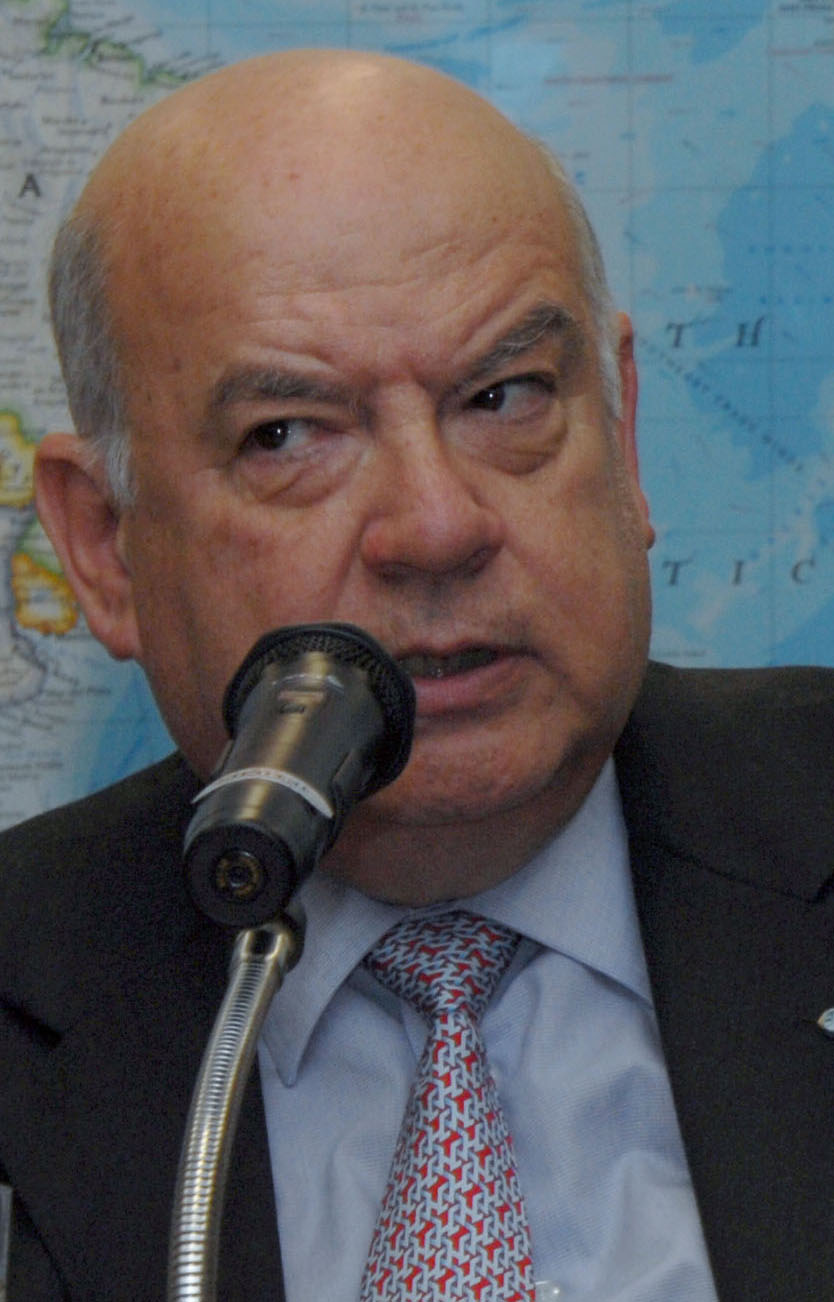
José Miguel Insulza.

El 8 de octubre de 2004, el recién electo secretario general de la Organización de Estados Americanos, Miguel Ángel Rodríguez, presentó su renuncia debido a acusaciones de corrupción durante su gobierno como Presidente de Costa Rica. El 15 de octubre, su dimisión se hizo efectiva, asumiendo como Secretario Interino, el estadounidense Luigi R. Einaudi. Luego de un período de incertidumbre, entre esperar la próxima sesión regular de OEA, a realizar en Fort Lauderdale, Estados Unidos, en junio de 2005, o realizar una sesión extraordinaria. Finalmente se aceptó la última alternativa, fechando la elección del nuevo secretario general de la OEA, el 7 de abril del 2005; sin embargo, los funerales del Papa Juan Pablo II impidieron la realización de dicha elección, siendo realizada el día 11 siguiente.
Tres candidatos postularon para ser el nuevo secretario general:
- Francisco Flores, expresidente de El Salvador
- Luis Ernesto Derbez, secretario de Relaciones Exteriores de México
- José Miguel Insulza, ministro del Interior de Chile

Rodríguez había asumido debido a un consenso para que por primera vez este organismo fuera dirigido por un centroamericano, por lo que Francisco Flores tenía a su favor la oportunidad de mantener este consenso. A su vez, recibió el apoyo oficial de los Estados Unidos. Durante toda la historia de la OEA, ningún secretario general había sido elegido sin el apoyo del país norteamericano. También se sumaban los apoyos de Guatemala, Costa Rica, Nicaragua y República Dominicana.
La candidatura de Derbez fue oficialmente lanzada por el presidente Vicente Fox, el 7 de diciembre del 2004. Derbez recibió el apoyo inmediato de Belice, Bolivia, Canadá, Honduras y San Vicente y las Granadinas.
La nominación de Derbez, sorprendió al gobierno chileno, que reaccionó nominando a Insulza dos días después. El ministro del país austral sumó el apoyo de la mayoría de los países sudamericanos, como Argentina, Brasil, Ecuador, Venezuela, Uruguay. Una gira realizada por el Presidente Ricardo Lagos junto a su ministro por algunos países del Caribe, aseguró los votos de la mayoría de los países del CARICOM.
El 8 de abril del 2005, Flores retiró su desahuciada candidatura, pues no había recibido el apoyo inmediato de Centroamérica. Estados Unidos habría presionado a Flores para que retirara su postulación para evitar su derrota inminente.
Insulza representaba una corriente más pro-sudamericanista e independiente, algo que Washington no veía con buenos ojos, por lo que apoyó tácitamente al candidato mexicano y realizó negociaciones para que los países que apoyaban a Flores no votaran por el santiaguino.

## Primera vuelta
El 11 de abril, los ministros de Relaciones Exteriores (o en su defecto, representantes plenipotenciarios) se reunieron para elegir al nuevo secretario general de la Organización de los Estados Americanos. Chile era el favorito y apostaba a contar con al menos 20 votos, dos más que los dieciocho necesarios. Sin embargo, se realizaron tres rondas sucesivas con 17 votos para cada candidato. Luego de un receso de casi dos horas, se realizaron nuevas votaciones, manteniéndose el empate, por lo que se suspendió la sesión y se citó para una nueva elección el día 2 de mayo.
A último minuto antes de la primera votación, los representantes de Bahamas y Panamá se acercaron al ministro de Relaciones Exteriores chileno Ignacio Walker para indicar que cambiarían su voto. Haití, país en el que Chile lidera el proceso de Paz llevado a cabo por Naciones Unidas y que se contaba como un voto seguro, habría cambiado su voto.
Se dice que, durante el receso, el Secretario de Estado estadounidense, Roger Noriega, habría convencido a Granada para votar por Derbez. Sin embargo, los ministros del Mercosur habrían convencido a la canciller de Paraguay para que votara por Insulza. Paraguay no quería la elección del chileno, debido a que su canciller quería postular al segundo cargo en importancia de la Organización. Si salía electo Insulza, por tradición, no podía ser elegido a continuación a alguien del mismo lugar geográfico. Pero, los representantes sudamericanos convencieron al Paraguay de que, si Insulza no salía electo, tampoco saldría electo Paraguay, por lo que aceptaron cambiar su voto.

### Distribución de votos
- Antes de la renuncia de Flores

| Francisco Flores 1. El Salvador 2. Colombia 3. Costa Rica 4. Estados Unidos 5. Guatemala 6. Nicaragua 7. Panamá 8. República Dominicana |  | Luis Ernesto Derbez 1. México 2. Belice 3. Bolivia 4. Canadá 5. Honduras 6. Paraguay 7. Perú 8. San Vicente y las Granadinas |  | José Miguel Insulza 1. Chile 2. Antigua y Barbuda 3. Argentina 4. Bahamas 5. Barbados 6. Brasil 7. Dominica 8. Ecuador 9. Haití 10. Granada 11. Guyana 12. Jamaica 13. San Cristóbal y Nieves 14. Santa Lucía 15. Surinam 16. Trinidad y Tobago 17. Uruguay 18. Venezuela |

- Tras la renuncia de Flores

| Luis Ernesto Derbez 1. México 2. Belice 3. Bolivia 4. Canadá 5. Colombia 6. Costa Rica 7. Estados Unidos 8. El Salvador 9. Guatemala 10. Honduras 11. Nicaragua 12. Paraguay 13. Perú 14. San Vicente y las Granadinas |  | José Miguel Insulza 1. Chile 2. Antigua y Barbuda 3. Argentina 4. Bahamas 5. Barbados 6. Brasil 7. Dominica 8. Ecuador 9. Haití 10. Granada 11. Guyana 12. Jamaica 13. Panamá 14. República Dominicana 15. San Cristóbal y Nieves 16. Santa Lucía 17. Surinam 18. Trinidad y Tobago 19. Uruguay 20. Venezuela |

- Votos en las tres primeras votaciones

| Luis Ernesto Derbez 1. México 2. Bahamas 3. Belice 4. Bolivia 5. Canadá 6. Colombia 7. Costa Rica 8. Estados Unidos 9. El Salvador 10. Guatemala 11. Haití 12. Honduras 13. Nicaragua 14. Paraguay 15. Panamá 16. Perú 17. San Vicente y las Granadinas |  | José Miguel Insulza 1. Chile 2. Antigua y Barbuda 3. Argentina 4. Barbados 5. Brasil 6. Dominica 7. Ecuador 8. Granada 9. Guyana 10. Jamaica 11. República Dominicana 12. San Cristóbal y Nieves 13. Santa Lucía 14. Surinam 15. Trinidad y Tobago 16. Uruguay 17. Venezuela |

Nota: según reportes de la prensa, Paraguay y Granada cambiaron su voto en la tercera votación, lo que de todas maneras no afectó el resultado de la votación.
- Votos en las dos últimas votaciones

| Luis Ernesto Derbez 1. México 2. Bahamas 3. Belice 4. Bolivia 5. Canadá 6. Colombia 7. Costa Rica 8. Estados Unidos 9. El Salvador 10. Granada 11. Guatemala 12. Haití 13. Honduras 14. Nicaragua 15. Panamá 16. Perú 17. San Vicente y las Granadinas |  | José Miguel Insulza 1. Chile 2. Antigua y Barbuda 3. Argentina 4. Barbados 5. Brasil 6. Dominica 7. Ecuador 8. Guyana 9. Jamaica 10. Paraguay 11. República Dominicana 12. San Cristóbal y Nieves 13. Santa Lucía 14. Surinam 15. Trinidad y Tobago 16. Uruguay 17. Venezuela |

## Segunda vuelta
Tras el empate en la primera vuelta, los equipos de cada candidato comenzaron a buscar una forma de romper el empate. Aunque se especuló sobre la postulación de un tercer candidato de consenso (el canadiense Pierre Pettigrew y el peruano Valentín Paniagua Corazao), los dos candidatos trabajaron arduamente por obtener un voto nuevo y mantener los suyos. Luiz Inácio Lula da Silva apoyó decididamente a Insulza y logró el voto para Insulza de Colombia y Paraguay. Chile logró acuerdos con los votos fugitivos que provocaron el empate. Panamá y Haití confirmaban así su voto para Insulza, el que ya tenía suficiente apoyo como para ganar en una votación.
Durante la realización de la Cumbre de la Comunidad de las Democracias en Santiago, Condoleezza Rice, en nombre de los Estados Unidos, convenció a Derbez para que abandonara la carrera. Así, la canciller colombiana Carolina Barco anunciaba el 27 de abril en Santiago, junto a los dos candidatos, el retiro de Derbez para "prevenir un quiebre entre las relaciones diplomáticas hemisféricas".
El día 2 de mayo se realizó la nueva elección. México y Bolivia se abstuvieron y Perú, luego de un discurso en contra de Chile debido a la polémica por la venta de armas a Ecuador en 1995, votó en blanco.
Insulza recibió 31 votos y se convirtió en el nuevo secretario general de la Organización de Estados Americanos